# Kaiser-Wilhelm-Denkmal (Hildesheim)

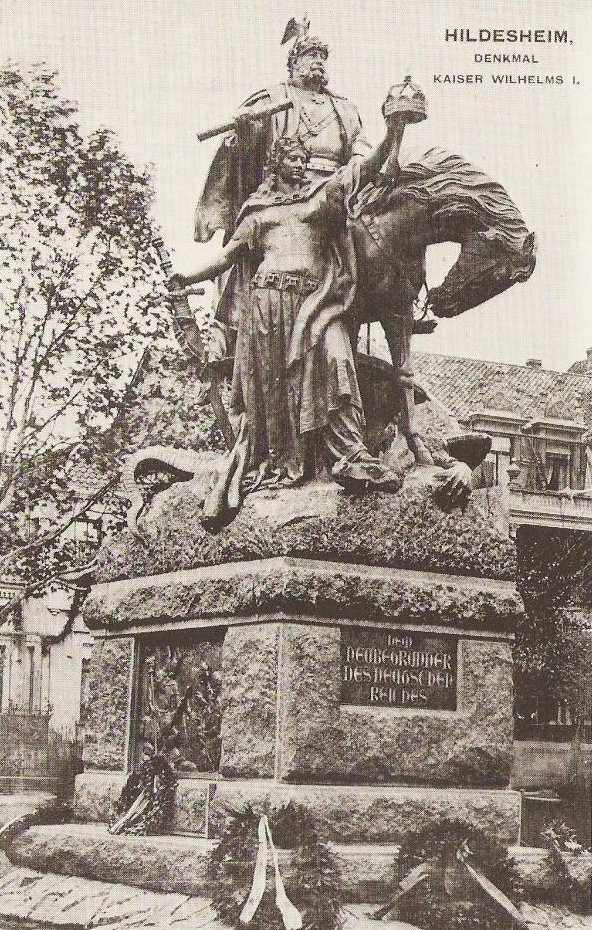
Das Denkmal auf einer Postkarte, spätestens 1910

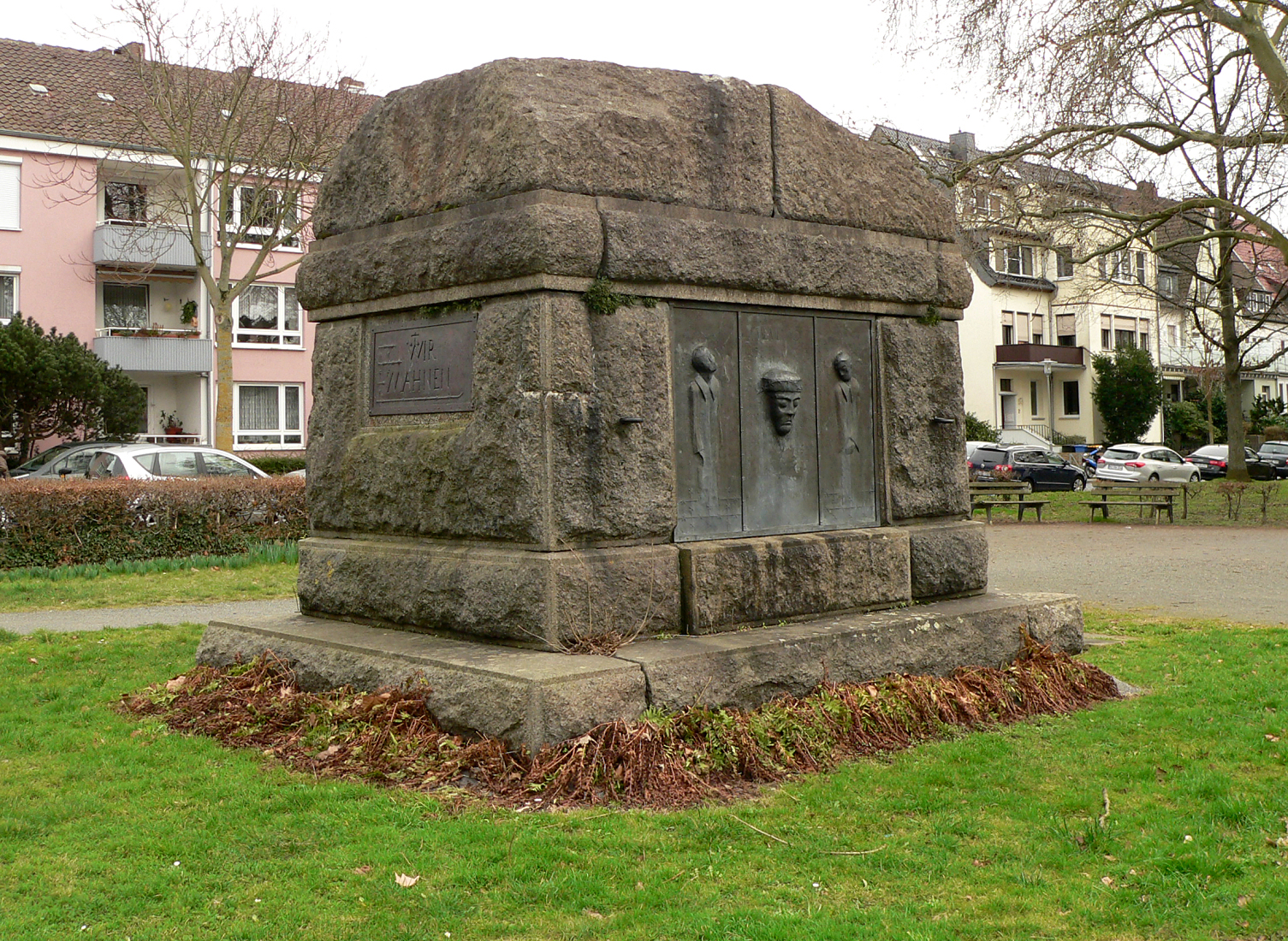
Der umgewidmete Sockel

Das Kaiser-Wilhelm-Denkmal in Hildesheim war ein Reiterstandbild für Kaiser Wilhelm I., das am Nordende der Sedanstraße stand.
Gestaltet wurde das Denkmal ursprünglich von Otto Lessing, dessen Entwurf als Sieger aus dem vor der Errichtung ausgerichteten Wettbewerb hervorging. Es zeigte den Kaiser in Kürassieruniform und mit Feldherrenstab in der Hand über einen Drachen hinwegreiten. Ihm zur Rechten stand mit einem Fuß auf dem unterworfenen Tier eine Germania, die in einer Hand das Reichsschwert hielt und dem Kaiser mit der anderen die Kaiserkrone darbot. Die Inschrift an der Vorderseite des Sockels lautete: „DEM NEUBEGRÜNDER DES REICHES“. An den Längsseiten zeigten Reliefs Arminius bei der Entgegennahme von römischer Kriegsbeute in Gestalt des Hildesheimer Silberfundes und einen Kaiser Barbarossa wachrüttelnden Hirtenjungen. An der Rückseite war das Hildesheimer Wappen angebracht. Die Einweihung erfolgte am Reformationstag des Jahres 1900 im Beisein von Kaiser Wilhelm II. und seiner Gemahlin.
Die aus Metall bestehende Statue wurde im Zweiten Weltkrieg eingeschmolzen. Erhalten blieb nur der Sockel aus schwedischem Granit. Der Sockel wurde nach Kriegsende 1955 zu einem Mahnmal für die Kriegsopfer, insbesondere die Vermissten, umgewidmet. Die Inschrift lautet nun: „WIR MAHNEN“.